# Diocesi di Konongo-Mampong
La diocesi di Konongo-Mampong (in latino Dioecesis Konongensis-Mampongana) è una sede della Chiesa cattolica in Ghana suffraganea dell'arcidiocesi di Kumasi. Nel 2021 contava 89.340 battezzati su 1.624.160 abitanti. È retta dal vescovo John Opoku-Agyemang.

## Territorio
La diocesi comprende la parte centrale del Ghana.
Sede vescovile è la città di Mampong, dove si trova la cattedrale di San Paolo. A Konongo si trova la concattedrale di San Gabriele.
Il territorio è suddiviso in 59 parrocchie.

## Storia
La diocesi è stata eretta il 3 marzo 1995 con la bolla Cum ad aeternam di papa Giovanni Paolo II, ricavandone il territorio dalle diocesi di Kumasi (oggi arcidiocesi) e di Sunyani.
Inizialmente suffraganea di Cape Coast, il 22 dicembre 2001 in seguito all'elevazione di Kumasi ad arcidiocesi metropolitana ne è divenuta suffraganea.
Il 28 dicembre 2007 ha ceduto una porzione del suo territorio a vantaggio dell'erezione della diocesi di Techiman.

## Cronotassi dei vescovi
Si omettono i periodi di sede vacante non superiori ai 2 anni o non storicamente accertati.
- Joseph Osei-Bonsu (3 marzo 1995 - 21 marzo 2024 ritirato)
- John Opoku-Agyemang, dal 21 marzo 2024

## Statistiche
La diocesi nel 2021 su una popolazione di 1.624.160 persone contava 89.340 battezzati, corrispondenti al 5,5% del totale.
| anno | popolazione | popolazione | popolazione | presbiteri | presbiteri | presbiteri | presbiteri                | diaconi | religiosi | religiosi | parrocchie |
| anno | battezzati  | totale      | %           | numero     | secolari   | regolari   | battezzati per presbitero | diaconi | uomini    | donne     | parrocchie |
| ---- | ----------- | ----------- | ----------- | ---------- | ---------- | ---------- | ------------------------- | ------- | --------- | --------- | ---------- |
| 1999 | 69.251      | 1.112.835   | 6,2         | 37         | 27         | 10         | 1.871                     |         | 54        | 46        | 24         |
| 2000 | 65.561      | 1.112.835   | 5,9         | 41         | 28         | 13         | 1.599                     |         | 61        | 48        | 24         |
| 2001 | 75.440      | 1.112.835   | 6,8         | 45         | 29         | 16         | 1.676                     |         | 77        | 43        | 25         |
| 2002 | 65.561      | 1.112.835   | 5,9         | 50         | 31         | 19         | 1.311                     |         | 90        | 39        | 27         |
| 2003 | 90.320      | 1.112.835   | 8,1         | 54         | 34         | 20         | 1.672                     |         | 87        | 40        | 28         |
| 2004 | 95.487      | 1.258.495   | 7,6         | 56         | 37         | 19         | 1.705                     |         | 79        | 37        | 30         |
| 2006 | 93.847      | 1.314.000   | 7,1         | 64         | 45         | 19         | 1.466                     |         | 84        | 42        | 33         |
| 2007 | 72.145      | 1.012.999   | 7,1         | 79         | 60         | 19         | 913                       |         | 4         | 27        | 29         |
| 2013 | 76.792      | 1.352.297   | 5,7         | 74         | 55         | 19         | 1.037                     |         | 100       | 34        | 40         |
| 2016 | 79.700      | 1.449.000   | 5,5         | 88         | 68         | 20         | 905                       |         | 105       | 36        | 45         |
| 2019 | 85.500      | 1.553.800   | 5,5         | 102        | 80         | 22         | 838                       |         | 105       | 52        | 57         |
| 2021 | 89.340      | 1.624.160   | 5,5         | 106        | 80         | 26         | 842                       |         | 104       | 48        | 59         |